# Acalypha taiwanensis
Acalypha taiwanensis é uma espécie de flor do gênero Acalypha, pertencente à família Euphorbiaceae.